# Gerard Garabwan
Gerard Garabwan (* 10. März 1971) ist ein ehemaliger nauruischer Gewichtheber.

## Leben
Garabwan, von Beruf Installateur, nahm an den Weltmeisterschaften im Gewichtheben 1995 im chinesischen Guangzhou teil und belegte in der Klasse bis 99 kg mit einem Gesamtergebnis vom 260,0 Kilogramm (110,0 im Reißen; 150,0 im Stoßen) den 33. und letzten Platz. Obwohl er die Qualifikationsnormen für die Olympiateilnahme nicht erfüllte, erlaubte ihm eine Besonderheit des Regelwerks den Start bei den Olympischen Sommerspielen 1996 in Atlanta. Dort bildete er mit Marcus Stephen und Quincy Detenamo das erste nauruische Olympiateam der Geschichte. In der Gewichtsklasse bis 91 kg kam er auf ein Gesamtergebnis von 265,0 Kilogramm (115,0 im Reißen; 150,0 im Stoßen) und belegte damit den 24. Platz von 25 Teilnehmern.
Zwei Jahre nach seiner Olympiateilnahme trat Garabwan noch bei den Commonwealth Games 1998 in Kuala Lumpur an. In der Klasse bis 105 kg kam er auf ein Ergebnis von 125,0 kg im Reißen (Platz 10) und 170,0 kg im Stoßen (Platz 8), was in der Gesamtwertung 295,0 kg und den achten Platz bedeutete.